# Dentalium regulare
Dentalium regulare är en blötdjursart som beskrevs av E.A. Smith 1903. Dentalium regulare ingår i släktet Dentalium och familjen Dentaliidae. Inga underarter finns listade i Catalogue of Life.